# 유덕문
유덕문(劉德文, ? ~ ?)은 조선의 무신이다. 본관은 강릉 유씨이고, 조선 개국공신 유창의 후손이다. 자(字)는 욱경(郁卿), 호(號)는 술재(述齋)이다. 조선조 선조 임진왜란에 성내제현(城內諸賢)과 오산남문(鰲山南門)에서(전라남도 장성군) 창의(倡義)하여 의병장 김제민(金齊閔)을 도와 경기도 안성까지 진군하여 큰 공을 세워 조선조(朝鮮朝)에서 가선대부 충좌위 상호군(上護軍)을 제수(除授)받았다. 경서(經書)에도 통달하였다고 전해진다. 전라남도 장성군 북이면에 오산창의비와 창의사가 세워졌고, 1985년 2월 25일 전라남도의 유형문화재 제120호로 지정되었다. 전라남도 장성군 북이면 송계서원에도 배향되었다.

## 가족 관계
- 증조부 - 유용하(劉用何) - 자(字)는 사능(士能) 호(號)는 성재(省齋), 조선조 예조좌랑(禮曹佐郞)을 역임.
- 증조모 - 월성김씨 목사(牧使)를 지낸 김문경(金文卿)의 딸
  - 조부 - 유세분(劉世玢) - 자는 온여(溫汝) 호는 낙헌(樂軒), 성종19년(1488) 진원(珍原) 현령(縣令)을 역임.
  - 조모 - 광산김씨 김규서(金圭緖)의 딸, 승지(承旨) 김대진(金大振)의 손녀.
    - 아버지 - 유필(劉弼)

## 관련 문화재
송계서원
장성 오산창의비와 창의사